# Peromyia fujiensis
Peromyia fujiensis är en tvåvingeart som beskrevs av Jaschhof 2001. Peromyia fujiensis ingår i släktet Peromyia och familjen gallmyggor. Inga underarter finns listade i Catalogue of Life.